# Хорватія на літніх Олімпійських іграх 1992
Хорватія на літніх Олімпійських іграх  1992 була представлена 39  спортсменами у 11 видах спорту. 

## Медалісти
| Медаль | Спортсмени | Вид спорту | Дисципліна       |
| ------ | --- | ---------- | ---------------- |
| Срібло | Дражен Петрович Велімір Перасович Данко Цвєтичанин Тоні Кукоч Владан Аланович Франьо Арапович Жан Табак Стойко Вранкович Алан Грегов Аріян Комазець Діно Раджа Араміс Наглич | баскетбол  | чоловіки         |
| Бронза | Горан Іванишевич | теніс      | одиночний розряд |
| Бронза | Горан Іванишевич Горан Прпич | теніс      | парний розряд    |